# Pietro Gallozia
Pietro Gallozia (Roma, 1150 circa – Roma, 14 marzo 1211) è stato un cardinale e vescovo cattolico italiano.

## Biografia
Subdiacono apostolico, fu rettore della Campagna romana sotto il pontificato di papa Alessandro III.
Fu creato cardinale-vescovo di Porto e Santa Rufina nel concistoro del settembre 1190. Sottoscrisse numerose bolle papali.
Era al seguito dell'imperatore Enrico IV quando questi discese in Italia nel marzo 1191.
Partecipò al conclave del 1191 che elesse papa Celestino III. Il cardinale Lotario dei conti di Segni, il futuro papa Innocenzo III, gli dedicò l'opera De miseria humanae conditionis.
Partecipò al conclave del 1198 che elesse papa Innocenzo III.
Fu decano del Sacro Collegio dei cardinali dal 1206 fino alla morte.